# Olmeda de Cobeta
Olmeda de Cobeta – gmina w Hiszpanii, w prowincji Guadalajara, w Kastylii-La Mancha, o powierzchni 39,62 km². W 2011 roku gmina liczyła 82 mieszkańców.